# Impermeable (ropa)

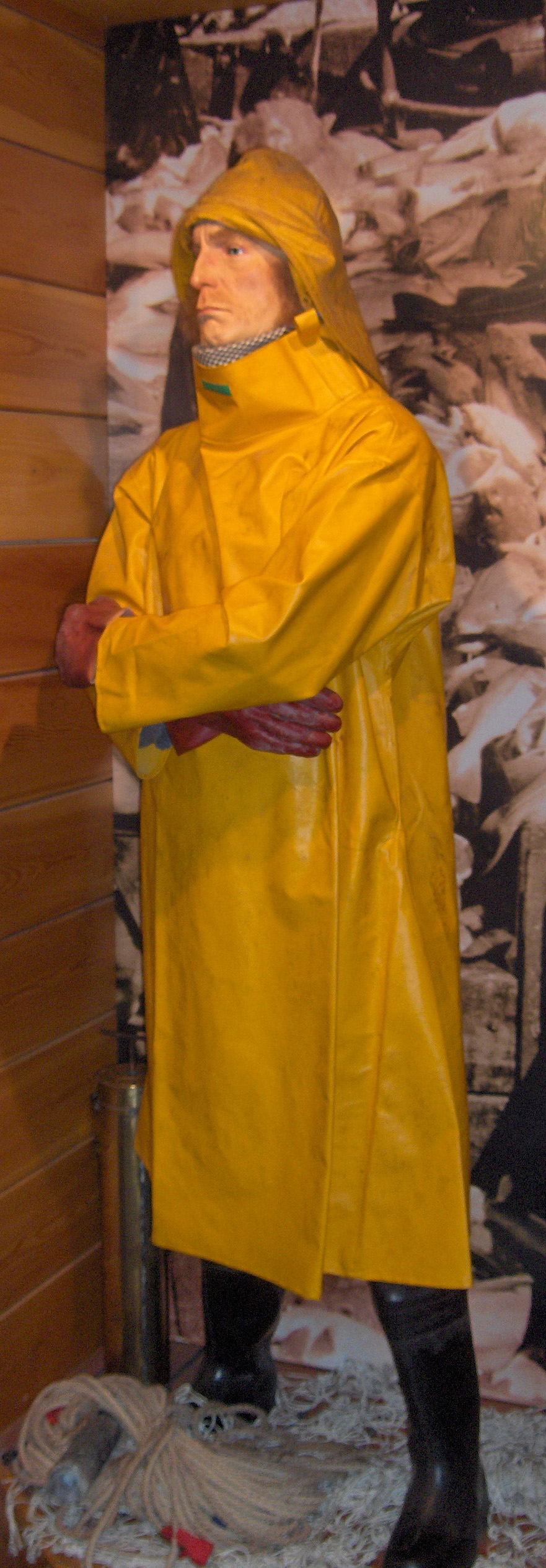
Un impermeable de color amarillo

Un impermeable es un tipo de ropa de agua. Es una gabardina no permeable al agua, principalmente para proteger de la lluvia, hecho de material plastificado o laminado con plástico o -antes de la existencia del plástico- con goma. Apareció sobre el siglo XIX en Escocia.
Se usan en muchos deportes y profesiones en la mar, como la pesca, y también suelen llevarlo los niños pequeños, junto a las botas de goma, los días de lluvia. También hay versiones más finas para adultos, que estuvieron de moda sobre todo hacia la década de los 70 y 80 del siglo XX.

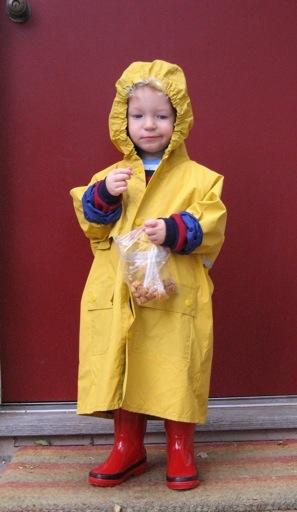
Niño con un impermeable y botas de agua.

Una pieza parecida al impermeable es la capa o capelina (siempre confeccionadas con telas engomadas o plastificadas), que se distinguen por ser cerradas y sin mangas, muy práctica para superponerla sobre una pieza de abrigo y que se ha usado mucho para ir a la montaña o en bicicleta. El canguro fue un tipo de impermeable, ya confeccionado con un tejido mucho más blando y ligero, que tenía la particularidad que se replegaba dentro de él mismo, normalmente en un bolsillo detrás del cuello, de modo que quedaba como una especie de bolsita compacta que se podía cargar con facilidad.
Recientmente, con la aparición de tejidos impermeables más ligeros, blandos y cómodos, su uso se ha restringido mucho. Los anoraks son piezas de vestir impermeables, que ya no son de plástico con las ventajas que conlleva, como también los paravientos, la ropa de esquí, etc.

## La marca Mackintosh
La marca Mackintosh debe su nombre al apellido de su propietario, Charles Macintosh, con la variación de una k añadida. Charles Macintosh patentó su invento de tejido plastificado impermeable en 1823, que consistía en prensar una capa de caucho entre dos piezas de tela, lo que ayudó a reducir la sensibilidad de la goma de caucho al cambio de temperaturas. y sus primeros impermeables se hacían en la fábrica textil familiar, la Chas Macintosh and Co. de Glasgow. Pero en 1830 la compañía se fusionó con la compañía de ropa de Thomas Hancock en Manchester. Hancock también había estado experimentando con tejidos recubiertos de goma desde 1819.
Los primeros impermeables tenían el problema del olor y una tendencia a fundirse en un clima caluroso, pero Hancock continuó mejorando sus tejidos impermeables, patentando un método para vulcanizar goma en 1843, que resolvió muchos problemas.
Durante los siglos XIX y XX, la compañía continuó fabricando impermeables y a finales del siglo XX se denominó Traditional Weatherwear Ltd., con una fábrica localizada en Cumbernauld cerca de Glasgow. La marca ha colaborado con otras marcas de ropa y complementos como por ejemplo Gucci, Hermès, Louis Vuitton y Liberty. La empresa ganó un Premio de la Reina para Empresas en 2000 por su éxito en el comercio internacional.

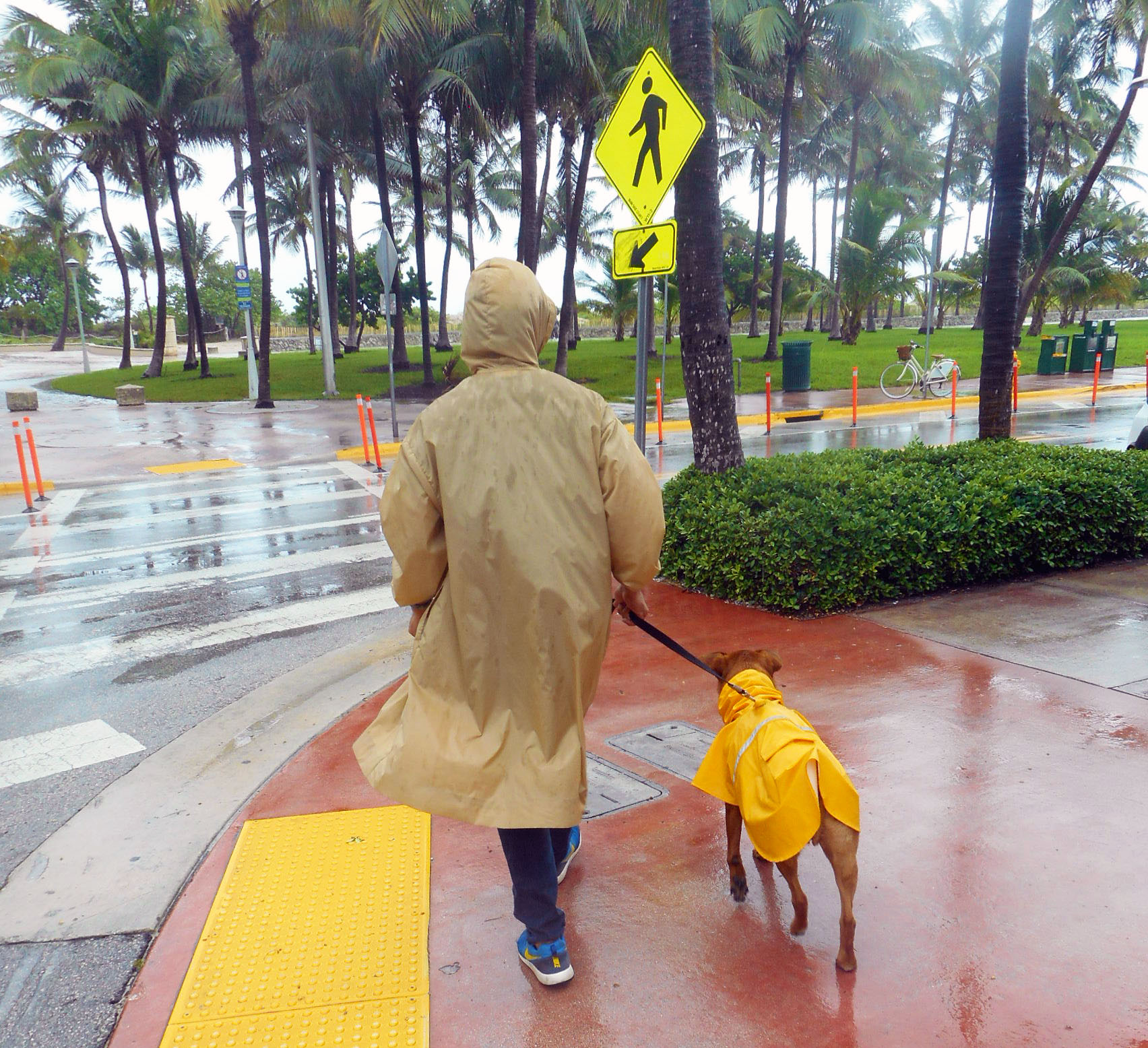